# أييوس نيكولاوس (إليا)
أييوس نيكولاوس (Άγιος Νικόλαος) هي مدينة في إليا في مقاطعة كينتريكي إلادا في اليونان.
يبلغ عدد سكانها حوالي 1324 نسمة.